# Stefano Castronovo
Stefano Castronovo, meglio noto con il nome religioso di Fra Giacinto (Favara, 1919 – Palermo, 6 settembre 1980), è stato un religioso italiano, dell'Ordine dei frati minori riformati.
Detto "Padre Lupara", diventò conosciuto principalmente per il suo essere legato a Cosa nostra.

## Biografia
Nato in provincia di Agrigento, prese i voti e nel 1952 si trasferì a Palermo nel convento della borgata di Santa Maria del Gesù, controllata dalla cosca di Francesco Paolo Bontate, dove divenne padre spirituale della famiglia del mafioso Luciano Liggio.
Nel convento aveva tutto il secondo piano a sua disposizione, con ben sette stanze, mentre gli altri quattro frati avevano solo le loro celle. Fra Giacinto si scontrava molto spesso fisicamente con i confratelli, celebrava Messa solo se obbligato dai superiori ed era solito ascoltare dischi a volume altissimo e sorseggiare whisky.
Nel 1961 fra Giacinto acquistò una Walther P38 e in seguito un revolver, che conservò nel cassetto del suo appartamento nel monastero, dicendo di non sentirsi al sicuro; alcuni frati aggiunsero che aveva anche un fucile ad aria compressa.
Il 29 aprile 1964 bloccò alla porta del convento gli uomini del commissario Angelo Mangano in cerca del mafioso Luciano Liggio che secondo una soffiata aveva cercato rifugio nel convento. Liggio venne catturato dal commissario solo 15 giorni dopo a Corleone.
Nel 1966 si irritò per una perquisizione alla sua cella ad opera della Polizia, che lo sospettava di favoreggiamento sempre nei confronti di Liggio.
Fra’ Giacinto era solito anche incontrare politici, andare a Roma nei ministeri e procurare consensi elettorali a Giovanni Gioia, il politico democristiano sostenuto anche da Tommaso Buscetta (boss diventato in seguito uno dei primi collaboratori di giustizia), nonché a Mario Fasino e Salvo Lima. Nel convento riceveva moltissime persone che avevano bisogno di lui per la pensione, il passaporto, la raccomandazione scolastica e il mutuo bancario.
Nel novembre 1970 partecipò all'insediamento del sindaco democristiano di Palermo Vito Ciancimino, che aveva legami con i Corleonesi.
Venne assassinato intorno alle 8:30 di sabato 6 settembre 1980, poco dopo che aveva celebrato la Messa, nel suo appartamento del convento, da due killer a volto scoperto, che gli esplosero cinque colpi di revolver alla testa. Oltre alle armi, nella stanza di fra Giacinto furono trovati 5 milioni in banconote nuove di zecca e un armadio con una collezione di frustini.
Il giorno dopo l'omicidio il Giornale di Sicilia scrisse:
Nella stessa giornata di domenica 7 settembre si tenne il funerale, nella cattedrale cittadina, e l'arcivescovo di Palermo Salvatore Pappalardo fu prudente nel rivolgersi agli esecutori, dicendo di essere "in attesa di conoscere meglio la vicenda".
Fra’ Giacinto è stato sepolto nel cimitero di Santa Maria di Gesù.
Gli assassini non sono stati mai scoperti: secondo lo scrittore Leonardo Sciascia, fra Giacinto fu ucciso perché era diventato un infiltrato.

## Filmografia
Nel film La mafia uccide solo d'estate di Pierfrancesco Diliberto, detto Pif, del 2013, fra Giacinto è impersonato da Ninni Bruschetta; nella serie televisiva tratta dal film diretta da Luca Ribuoli fra Giacinto è invece interpretato da Nino Frassica. Nel film il protagonista Arturo Giammarresi viene battezzato da fra Giacinto, il quale celebra il sacramento molto velocemente per poi recarsi alla cerimonia di insediamento del sindaco Vito Ciancimino a Palazzo Pretorio. 
Nel film Il traditore di Marco Bellocchio del 2019, dedicato alla vicenda del pentito Buscetta, fra Giacinto è impersonato da Tatu La Vecchia.